# Bengt Johansson (försäkringsbolagsdirektör)
Bengt Bruno Johansson, född 25 september 1870 i Stockholm, död där 24 januari 1949, var en svensk försäkringsbolagsdirektör.

## Biografi
Bengt Johansson var son till stadskommissarien Bruno Johansson. 1888 anställdes han i Olycksfallsförsäkringsaktiebolaget Norden i Stockholm och blev 1891 kamrer där. Johansson blev 1893 anställd vid Försäkringsaktiebolaget Fylgia och innehade 1894-1898 en egen firma med generalagentur inom försäkringsbranschen. Han var från 1894 generalagent för champagnefirman Pol Roger & Cie Epenay. Johansson grundade 1898 Brandförsäkrings AB Victoria och var företagets VD 1898-1936 och ledamot av bolagets styrelse 1898-1938. Han var även VD och ledamot av styrelsen för Lifförsäkrings AB Victoria 1907-1909 och ledamot av styrelsen för Lifförsäkrings AB De Förenade 1907-1909.

## Hem och familj
Johansson var gift två gånger. Första gången 1897 med Elin Holmer (född 1865) och andra gången 1911 med Karin Lidman (född 1893). I första äktenskapet fick han fem barn: Carin (född 1898), Åke (född 1899), Yngve (född 1902), Bengt (född 1903) och Erling (född 1906). År 1916 flyttade han med familjen till den nybyggda och påkostade  patriciervillan Sidensvansen 7 vid Bragevägen 4 i Lärkstaden på Östermalm. Där bodde han till sin död 1949. Han fann sin sista vila på Norra begravningsplatsen där han gravsattes den 5 februari 1949 i familjegraven.

### Noter

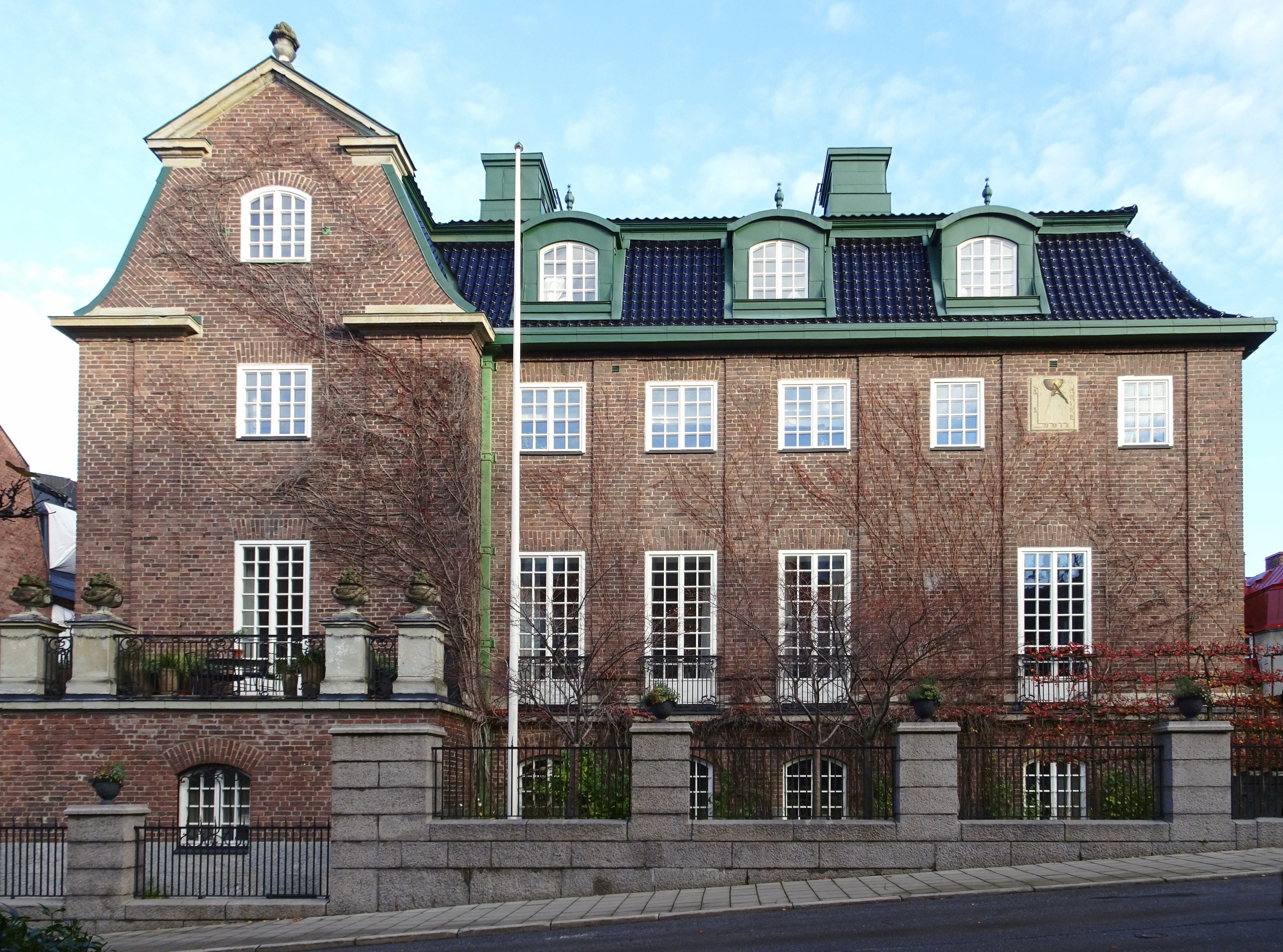
Villan Sidensvansen 7, Bragevägen 4.